# Damernas individuella mångkamp i rytmisk gymnastik vid olympiska sommarspelen 2012
Damernas individuella mångkamp i rytmisk gymnastik vid olympiska sommarspelen 2012 avgjordes den 9-11 augusti 2012 för 24 gymnaster från totalt 21 nationer. Tävlingarna hölls i Wembley Arena.

## Medaljörer
| Gren                   | Guld                        | Silver                   | Brons                      |
| Mångkamp, individuellt | jevgenija Kanajeva Ryssland | Daria Dmitrieva Ryssland | Liubov Tjarkasjyna Belarus |

## Resultat

### Kval
| Placering | Gymnast                      | Boll   | Straff | Tunnband | Straff | Käglor | Straff | Tunnband | Straff | Totalt  | Noteringar |
| --------- | ---------------------------- | ------ | ------ | -------- | ------ | ------ | ------ | -------- | ------ | ------- | ---------- |
| 1         | Jevgenija Kanajeva (RUS)     | 29.525 |        | 28.100   |        | 28.975 |        | 29.400   |        | 116.000 | Q          |
| 2         | Daria Dmitrieva (RUS)        | 28.800 |        | 29.000   | 0.05   | 27.800 |        | 28.925   |        | 114.525 | Q          |
| 3         | Alija Garajeva (AZE)         | 28.350 |        | 27.450   | 0.10   | 27.850 |        | 28.200   |        | 111.850 | Q          |
| 4         | Sylvia Miteva (BUL)          | 27.800 |        | 27.700   |        | 27.325 |        | 28.100   |        | 110.925 | Q          |
| 5         | Liubov Tjarkasjyna (BLR)     | 28.400 |        | 28.050   |        | 27.450 |        | 26.550   |        | 110.450 | Q          |
| 6         | Son Yeon-Jae (KOR)           | 27.825 |        | 28.075   |        | 26.350 | 0.05   | 28.050   |        | 110.300 | Q          |
| 7         | Alina Maksjmenko (UKR)       | 28.125 |        | 27.300   |        | 27.800 |        | 26.800   |        | 110.025 | Q          |
| 8         | Joanna Mitrosz (POL)         | 27.250 |        | 27.425   |        | 27.625 |        | 27.450   |        | 109.750 | Q          |
| 9         | Neta Rivkin (ISR)            | 26.200 | 0.45   | 27.450   |        | 27.525 |        | 27.725   | 0.05   | 108.900 | Q          |
| 10        | Ganna Rizatdinova (UKR)      | 26.800 | 0.10   | 27.350   |        | 27.750 |        | 26.950   | 0.05   | 108.850 | Q          |
| 11        | Deng Senyue (CHN)            | 26.800 |        | 27.150   |        | 27.575 |        | 27.300   |        | 108.825 |            |
| 12        | Melitina Staniouta (BLR)     | 26.700 |        | 27.500   |        | 27.600 |        | 26.875   |        | 108.675 |            |
| 13        | Delphine Ledoux (FRA)        | 27.150 |        | 27.100   |        | 27.250 |        | 26.675   |        | 108.175 |            |
| 14        | Carolina Rodríguez (ESP)     | 26.625 |        | 26.900   |        | 27.175 |        | 26.100   |        | 106.800 |            |
| 15        | Anna Aljabjeva (KAZ)         | 26.575 |        | 27.200   | 0.05   | 25.250 |        | 27.400   |        | 106.425 |            |
| 16        | Julieta Cantaluppi (ITA)     | 26.675 |        | 25.200   |        | 26.850 |        | 26.550   |        | 105.275 |            |
| 17        | J. B-Marggrander (GER)       | 26.575 |        | 26.300   |        | 27.325 |        | 24.900   |        | 105.100 |            |
| 18        | Caroline Weber (AUT)         | 25.950 |        | 25.925   |        | 26.725 |        | 26.350   |        | 104.950 |            |
| 19        | Chrystalleni Trikomiti (CYP) | 26.250 |        | 26.250   | 0.05   | 26.375 | 0.05   | 25.650   | 0.05   | 104.675 |            |
| 20        | Uljana Trofimova (UZB)       | 24.625 |        | 24.650   |        | 23.275 | 0.10   | 24.800   |        | 97.350  |            |
| 21        | Julie Zetlin (USA)           | 24.450 |        | 23.750   |        | 24.225 | 0.05   | 24.250   |        | 96.675  |            |
| 22        | Janine Murray (AUS)          | 23.100 |        | 24.350   |        | 23.875 |        | 25.000   |        | 96.325  |            |
| 23        | Yasmine Rostom (EGY)         | 23.775 |        | 23.925   | 0.20   | 25.050 |        | 23.500   |        | 96.250  |            |
| 24        | Francesca Jones (GBR)        | 24.550 |        | 24.200   |        | 21.975 |        | 23.900   |        | 94.625  |            |

### Final
| Placering | Gymnast                  | Boll   | Straff | Tunnband | Straff | Käglor | Straff | Tunnband | Straff | Totalt  | Noteringar |
| --------- | ------------------------ | ------ | ------ | -------- | ------ | ------ | ------ | -------- | ------ | ------- | ---------- |
| 1         | Jevgenija Kanajeva (RUS) | 29.200 |        | 29.350   |        | 29.450 |        | 28.900   |        | 116.900 |            |
| 2         | Daria Dmitrieva (RUS)    | 28.350 |        | 28.300   | 0.05   | 28.750 | 0.05   | 29.100   |        | 114.500 |            |
| 3         | Liubov Tjarkasjyna (BLR) | 28.000 |        | 28.100   |        | 27.525 | 0.05   | 28.075   |        | 111.700 |            |
| 4         | Alija Garajeva (AZE)     | 27.825 |        | 27.925   |        | 27.575 |        | 28.250   |        | 111.575 |            |
| 5         | Son Yeon-Jae (KOR)       | 28.325 |        | 28.050   |        | 26.750 |        | 28.350   |        | 111.475 |            |
| 6         | Alina Maksjmenko (UKR)   | 26.675 |        | 27.950   |        | 27.550 |        | 27.450   |        | 109.625 |            |
| 7         | Neta Rivkin (ISR)        | 26.850 | 0.05   | 27.350   |        | 27.800 |        | 27.000   |        | 109.000 |            |
| 8         | Sylvia Miteva (BUL)      | 27.100 | 0.05   | 27.450   |        | 26.750 |        | 27.650   |        | 108.950 |            |
| 9         | Joanna Mitrosz (POL)     | 27.150 |        | 27.475   |        | 26.850 |        | 27.425   |        | 108.900 |            |
| 10        | Ganna Rizatdinova (UKR)  | 27.050 | 0.10   | 26.750   | 0.05   | 26.975 |        | 26.500   | 0.05   | 107.400 |            |